# Hoplophorella berninii
Hoplophorella berninii är en kvalsterart som först beskrevs av Wojciech Niedbała 1991.  Hoplophorella berninii ingår i släktet Hoplophorella och familjen Phthiracaridae. Inga underarter finns listade i Catalogue of Life.